# احمد الغشمی
احمد الغشمی (عربی: أحمد حسين الغشمي؛ ۲۱ اوت ۱۹۳۵ – ۲۴ ژوئن ۱۹۷۸) رئیس‌جمهور جمهوری عربی یمن از ۱۱ اکتبر ۱۹۷۷ تا زمان مرگش در ۲۴ ژوئن ۱۹۷۸ بود.
وی در جریان ملاقاتی که با نماینده سالم ربیع علی، رئیس‌جمهور مارکسیست یمن جنوبی داشت، بر اثر انفجار ماده منفجره کشته شد. ربیع علی نیز سه روز پس از این ترور در جریان یک کودتا کشته شد.